# آریا استارک
آریا استارک (انگلیسی: Arya Stark) شخصیتی تخیلی در کتاب جرج آر. آر. مارتین از سری رمان‌های تخیلی ترانه یخ و آتش و اقتباس تلویزیونی آن است. آریا سومین فرزند ند و کتلین استارک است.
در فصل اول او همراه پدر و سانسا به قدمگاه شاه می‌رود و در آنجا تحت آموزش سیریو فورل رقاص آب قرار می‌گیرد و پیش از اتمام آموزش‌هایش ند استارک به جرم خیانت زندانی می‌شود و آریا از برج سرخ فرار می‌کند. از این پس او در مکان‌های مختلفی زندگی می‌کند اما هیچگاه هویت واقعی خود را فاش نمی‌کند و برای مدتی تازی با او همراه می‌شود تا درازای تحویل آریا به برادرش راب از او پول مطالبه کند ولی هنگامی که تازی به برج‌های دوقلو می‌رسد، راب در عروسی خونین کشته شده‌است. سرانجام به براووس میرود و در آنجا تحت تعلیمات خدای بی‌چهره قرار می‌گیرد و شمشیربازی را از جاکوئن می‌آموزد. سرانجام وقتی به وستروس می‌رسد، شروع به گرفتن انتقام خود و خانواده‌اش می‌کند و فری‌هایی که در ردودینگ مادر و برادرش را کشته بودند را به قتل میرساند. سرانجام در فصل هفت آریا از اینکه وینترفل پس گرفته شده مطلع شده و به وینترفل برمیگردد.در فصل هشتم وی شاه شب را میکشد.